# 加萨陨击坑

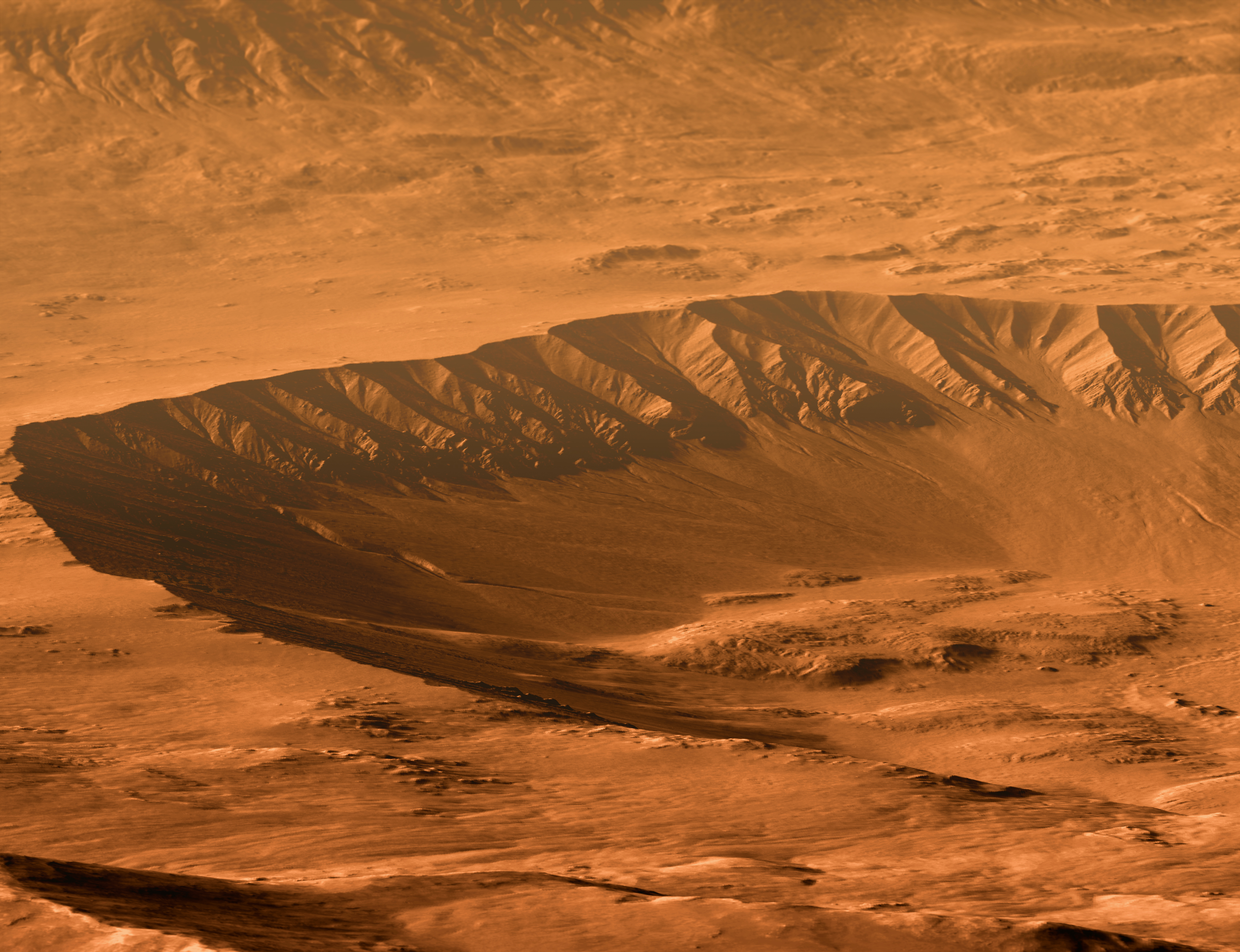
加萨陨击坑中的冲沟，来自对高分辨率成像科学设备数据重新处理后生成的图像。

加萨陨击坑（Gasa）是位于火星艾利达尼亚区南纬35.68°、西经230.72°的一座花纹边的撞击陨石坑，其直径约6.5公里，名称取自于不丹加萨宗加萨镇，2009年被国际天文联合会正式批准。
图像中的冲沟非常清晰，现在认为，形成加萨陨击坑的撞击发生在一座更大的陨击坑内，该陨坑的底部分布着被碎屑覆盖的冰川。这座更大的陨坑现称为“锡拉奥陨击坑”（Cilaos），它位于南纬35.71°、西经230.52°，直径为21.4公里，其名称取自留尼汪岛小镇锡拉奥，2016年8月15日获得国际天文联合会批准。

## 冲沟
加萨陨击坑中遍布着众多的冲沟，冲沟出现在陡峭的坡壁上，尤其是在撞击坑的坑壁上。由于冲沟上很少，或几乎没有陨石坑，因此认为它们相对年轻。此外，还有冲沟一些绵延在沙丘顶部，而沙丘本身则被认为相当年轻。通常每条冲沟都有一处壁凹、沟道和冲积扇。部分研究发现，冲沟出现在面向各个方向的斜坡上，而其他人则发现，更多的冲沟出现在面朝极地的陡坡上，特别是在南纬30-44度区域附近。
多年来，许多人认为冲沟是由流水所形成，但进一步的观察表明，它们可能是产生于冻结的二氧化碳（干冰）变化。最近的研究表明，从2006年开始，利用火星勘测轨道飞行器上的高分辨率成像科学设备（HiRISE）相机对356处地点的冲沟进行了检查，其中显示38处地点冲沟形成活跃。之前和之后的图像都显表明，这一活动时间与季节性二氧化碳霜冻和液态水无法存在的温度相吻合。当固体干冰霜气化时，它可以润滑干燥物质使其流动，特别是在陡坡上。在某些年份，厚达1米的霜冻可能会引发雪崩，这种霜冻主要含有干冰，但也含有少量的水冰。 。

## 另请查看
- 火星撞击坑